# Commandaria
Commandaria je historicky nejstarší doložené víno s původní recepturou. Toto dezertní víno pochází ze Středomoří a je vyráběno z přezrálých bobulí starých odrůd révy vinné. Vyznačuje se plnou sladkou chutí s vyšším obsahem alkoholu.

## Historie
Tradice výroby sahá do doby 800 let před letopočtem a pochází z ostrova Kypr. Do Evropy se dostalo ve 12. století v průběhu křížových výprav a podle legendy vyhrálo historicky první přehlídku vín pořádanou ve 13. století francouzským králem Filipem II.

## Výroba
K výrobě se používají hrozny historických odrůd Xynistari (bílé) a Mavro (modré). Ty jsou obvykle pěstovány na vinicích s podložím obsahujícím sopečný popel, který vínu dodává specifický minerální charakter. Hrozny se nechávají přirozeně přezrát a po sklizni jsou 2 týdny dosušovány na slunci, čímž se obsah cukru téměř zdvojnásobí.
Přirozenou fermentací je dosaženo minimálně 10% alkoholu (nejčastějších je ale 14-15%). Obsah alkoholu může být dále zvyšován až na 20% přídavkem vinné pálenky (fortifikace). To ale není podmínkou. Nakonec víno zraje několik let v sudech.

## Vína
- St. John Commandaria – víno vyráběné z odrůdy Mavro pěstované na sopečných vinicích
- St. Barnabas Commandaria – vyrábí se z bílé odrůdy Xynistari, zraje po 4 roky v sudech a charakterem vzdáleně připomíná slámová vína či tokajské speciality
- St. Nicholas Commandaria – pochází ze směsi odrůd Mavro a Xynistari
- Alasia Commandaria – vzniká z hroznů odrůd Mavro a Xynistari v poměru 1:1

## Charakter vína
Commandaria obvykle obsahuje kolem 15% přirozeného alkoholu, zhruba 200 gramů zbytkového cukru na litr a nižší množství kyselin (kolem 5 gramů).
Typické jsou různé odstíny zlatohnědé barvy, mahagonová až jantarová (podle použitých odrůd). Chuť a vůně většinou zahrnuje sušené ovoce, koření, med, hrozinky, datle, případně kávu, čokoládu nebo lékořici.
Víno je vhodné jako aperitiv, digestiv, ke sladkým dezertům, případně do míchaných nápojů.